# Giórgos Syrímis
Giórgos Syrímis (Nicosia, 15 de octubre de 1921 – 5 de enero de 2010) fue un economista chipriota, que ocupó el cargo como Ministro de Finanzas de 1988 a 1993. Syrímis fue también el fundador de la empresa consultora G. Syrímis & Co., que formó parte del KPMG de Chipre.

## Biografía
Syrímis nació en Nicosia, pero su familia era originalmente de Agros, una pequeña población en la región de Pitsilia. Syrímis estudió consultoría en Inglaterra. Volvería a Chipre en 1948. Allí fundó su propia consultora G. Syrímis & Co., que formaría parte del Peat Marwick, que a su vez entró en el KPMG International en 1987. En 1961, Syrímis fue miembro fundador de la Asociación de Contadores Públicos Certificados de Chipre (ICPAC).
El presidente Giórgos Vasileíou nombró a Syrímis como Ministro e Finanzas en 1988. Continuó en el cargo hasta 1993.